# Jorge Enrique González
Jorge Enrique González Castillo, es un publicista, editor, periodista y encuestador mexicano, nacido en Tepic, Nayarit (1959). Psicólogo clínico de profesión egresado de la Universidad Nacional Autónoma de México, con maestría en educación en la Universidad Autónoma de Guadalajara, diplomado en estadística en la Universidad Autónoma de Nayarit.

## Actividad Periodística
Como periodista escribe para medios de su estado natal desde los 16 años de edad. Fue reportero en El Observador de Nayarit, articulista en El Diario del Pacífico, entre otros. 
Fue pionero de medios alternativos. En 1997 abrió Nayarit Hoy, una página en Internet con síntesis diaria de todos los periódicos locales. Fue histórica su modesta pero entonces novedosa cobertura de las elecciones estatales de Nayarit en 1999, en las que el PRI perdió por primera vez la gubernatura, diputaciones y presidencias municipales.
Trabajó al lado del equipo que creó la televisión pública de Nayarit (RTN) Archivado el 26 de febrero de 2021 en Wayback Machine. y condujo un exitoso programa semanal nocturno, Noche Viva, para la difusión de las expresiones culturales y artísticas del estado. Su desordenado estilo antitelevisivo fue parte de su éxito durante 4 años.
Durante año y medio condujo el noticiero estelar de RTN, Noche de Noticias, de donde se retiró para hacer una breve colaboración todos los días.
En radio es coordinador de noticieros de W Radio en Nayarit, uno de los servicios informativos de mayor audiencia estatal.

## Actividades Editoriales
Siendo jefe de Territorio Insular Mexicano en la Secretaría de Gobernación, fue coordinador editorial del libro Islas del Golfo de California, un trabajo de investigación del Instituto de Biología de la Universidad Nacional Autónoma de México.
En esa misma dependencia fue el redactor responsable del libro blanco de las elecciones federales de 1994.
En los años 90 fue presidente de la Comunidad de Artistas e Intelectuales de Nayarit (CAIN), que ha reconocido su trabajo como editor de más de un centenar de libros de contenido local, fundamentalmente de microhistoria.
Es autor de un libro de poesía, Eclipse de Mar, resultado de un taller con el poeta Ricardo Yáñez. También ha recibido cursos sobre iniciación poética con Carmen Villoro, de cuento y crónica con Guillermo Samperio, María Luisa Puga y Bertha Hiriart, en El Molino, Michoacán.
Por el texto que más se le reconoce es Historia y Geografía de Nayarit, libro de texto gratuito de tercero de primaria, con el que ganó un concurso de la Secretaría de Educación Pública, junto con el historiador Pedro López González y el profesor y divulgador Gregorio Miranda.

## Actividades como publicista y encuestador
González Castillo inició servicios de encuestas, sondeos de opinión y marketing político en 1989. Actualmente dirige Comunicación Óptima, la agencia publicitaria más antigua de Nayarit, desde la que ha diseñado las campañas publicitarias de mayor éxito en el sector público. 
Su trabajo  ininterrumpido para gobiernos de distinto signo político le ha valido severas críticas, campañas negativas de prensa y ser boletinado para que no se le contrate en las dependencias de los propios gobiernos con los que mantiene contratos de servicios. También se le han cerrado las puertas de importantes grupos empresariales por la militancia política de sus principales clientes.
En un período de 19 años ha diseñado y aplicado 123 encuestas, sobre todo en períodos electorales, con una precisión que le ha dado un creciente prestigio. En las elecciones federales de 2006 publicó una encuesta donde daba una clara ventaja al PRI en el distrito segundo; ganó el PRD de manera avasalladora. De ese descalabro, el primero en casi dos décadas, no se ha podido recuperar.
En el sector público ha prestado sus servicios en mandos medios, en la Secretaría de Educación Pública, Secretaría de Gobernación y Comisión Nacional del Agua, donde coordinó estatalmente el Programa para la Modernización Educativa, trabajó en proyectos editoriales de la Comisión Federal Electoral y coordinó tareas de comunicación social.